# 史蒂夫·傑克遜遊戲
史蒂夫·傑克遜遊戲（英語：Steve Jackson Games）是一家遊戲公司，創造並出版角色扮演遊戲、卡片遊戲和桌面游戏。由史蒂夫·傑克遜在1980年創立，作品風格偏陰謀、黑暗和諷刺。

## 出版品

### 角色扮演遊戲
- GURPS
  - GURP旅行者系列
- Toon
- In Nomine
- 遊戲小白（Munchkin）

### 卡片遊戲
- 光明會（Illuminati）
- 光明會：新世界秩序（英语：Illuminati: New World Order）（集換式卡片遊戲）
- Knightmare chess
- 遊戲小白（Munchkin）

### 圖版遊戲
- 變身西洋棋

### 線上誌
- 金字塔（页面存档备份，存于）
- Journal of the Travellers' Aid Society （页面存档备份，存于）